# Kerguelenkool
De kerguelenkool (Pringlea antiscorbutica) is een soort uit de kruisbloemenfamilie (Brassicaceae), die voorkomt op meerdere eilanden in het zuiden van de Indische Oceaan.

## Kenmerken
De kerguelenkool lijkt op de bekende koolsoorten (Brassica), die ook tot de kruisbloemenfamilie behoren. De bladeren zijn gelig groen en bevatten veel vitamine C, waardoor ze voor zeelui interessant waren als preventiemiddel voor scheurbuik.
Anders dan de meeste andere planten uit de kruisbloemenfamilie, die door insecten worden bestoven, vindt bij de kerguelenkool windbestuiving plaats. Dit hangt samen met het feit dat op de eilanden in zijn verspreidingsgebied vanwege de sterke wind geen vliegende insecten voorkomen. Om die reden steken meeldraden en stempel uit de bloemen.

## Voorkomen
De kerguelenkool komt voor op de Kerguelen, Îles Crozet en Marioneiland. Het is een van de endemische soorten van de WWF-ecoregio Antarctische eilanden van de Indische Oceaan.

## Ontdekking
De kerguelenkool werd in 1776 ontdekt op een reis van James Cook door zijn scheeparts William Anderson op de Kerguelen. De eerste beschrijving volgde door Joseph Dalton Hooker aan de hand van John Pringle, de toenmalige voorzitter van de Royal Society.

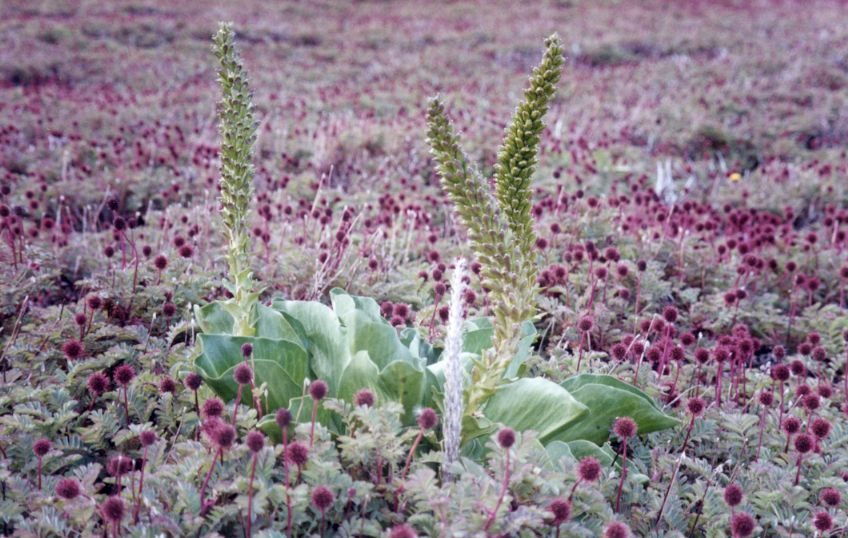
Kerguelenkool met bloeiwijze